# São João dos Montes
São João dos Montes is een plaats (freguesia) in de Portugese gemeente Vila Franca de Xira en telt 4409 inwoners (2001).